# Vladímir Krámnik
Vladímir Borísovich Krámnik (ruso: Влади́мир Бори́сович Кра́мник; Tuapsé, Unión Soviética, 25 de junio de 1975) es un Gran Maestro Internacional ruso, que ostentó el título de campeón del mundo de ajedrez.
El estilo de Krámnik es posicional y de técnica defensiva. Su capacidad posicional-defensiva le permite asestar certeros contragolpes desde sus sólidas posiciones, lo que para los rivales es bastante frustrante, más aún si enfrentan al ruso con un planteo ofensivo. Gracias a este estilo, Krámnik reporta grandes éxitos al lograr muchas tablas  y ganar unas pocas partidas con blancas. Con las piezas negras es más conocido por estar muy cómodo con las tablas, pero en  algunos casos logrando victorias. Continúa la escuela de Capablanca, Smyslov o Kárpov, entre otros campeones mundiales. Es un jugador difícil de vencer.
En el año 2000 Gari Kaspárov seleccionó a Krámnik como su retador, a pesar de que Krámnik había perdido con Alexéi Shírov en el encuentro que supuestamente determinaba al retador de Kaspárov. Krámnik derrotó a Kaspárov cuando este atravesaba un mal momento personal y en un encuentro a 16 partidas disputado en Londres donde el retador venció al campeón sin perder una sola partida, algo que no se veía desde el match Capablanca vs Lasker de 1921. Para muchos, este no fue un verdadero encuentro por el Campeonato del Mundo de Ajedrez, ya que Kaspárov no era oficialmente el campeón desde el año 1993 y además Krámnik no era el legítimo retador. Con el paso de los años y en gran parte debido a la influencia de los libros publicados por Kaspárov la opinión general de los aficionados sí es la de aceptar la legitimidad de este encuentro. Sin embargo, la Federación Internacional de Ajedrez (FIDE) no lo reconoció como tal. Kaspárov se había separado en 1993 de esta organización, fundando la PCA (Professional Chess Asociation) y generando sus propios ciclos de competición por el título, que no eran aceptados como tales por la FIDE. De esta forma, Kaspárov mantenía un título de campeón del mundo paralelo a los títulos de campeón otorgados por la FIDE, lo que creaba un alto grado de confusión. Fue la victoria de Krámnik sobre Veselin Topalov, en 2006, la que le concedió el título "unificado" de campeón mundial que es aceptado por casi todos los ajedrecistas.

## Biografía
Krámnik nació en la ciudad de Tuapsé, a orillas del Mar Negro. El nombre de nacimiento de su padre era Boris Sokolov, pero adoptó el apellido de su padrastro cuando su madre (la abuela de Vladimir) se volvió a casar. Su madre, Irina Fedorovna, es ucraniana y profesora de música; su padre biológico, Boris Sokolov, es pintor y escultor ruso. De pequeño, estudió ajedrez en la escuela de Mijaíl Botvínnik. Su primer gran resultado en un torneo importante fue la medalla de oro en la olimpiada de ajedrez de 1992 en Manila.
El año siguiente, Krámnik jugó el torneo de Linares. Acabó en quinta posición, derrotando al entonces número tres mundial, Vasili Ivanchuk. Continuó su buen juego, pero no fue hasta 1995 el año en que ganó su primer gran torneo, en Dortmund.
Krámnik continuó logrando buenos resultados (incluyendo victorias en Dortmund en 1996, 1997 y 1998). En el año 2000, jugó el match contra Gari Kaspárov ya mencionado, en Londres, un encuentro por el Campeonato del Mundo no oficial (o sea, no aceptado por la FIDE). Krámnik ganó por 8,5-6,5 sin perder ninguna partida. El año 2004 logró conservar este título al lograr un mediocre empate 7-7 contra Péter Lékó en Brissago, Suiza.
En octubre de 2002, Krámnik luchó en Baréin contra el ordenador Deep Fritz en un encuentro a ocho partidas. Krámnik comenzó bien, con una ventaja de 3-1, aunque el resultado final fue de 4-4.
En febrero de 2004 Krámnik ganó por primera vez en solitario el fuerte Torneo de Linares (había ganado ex aequo con Lékó el año 2003 y con Kaspárov en el año 2000), finalizando invicto por delante de Gari Kaspárov, el jugador con mejor rating en aquel momento.

## Campeón mundial de ajedrez 2006

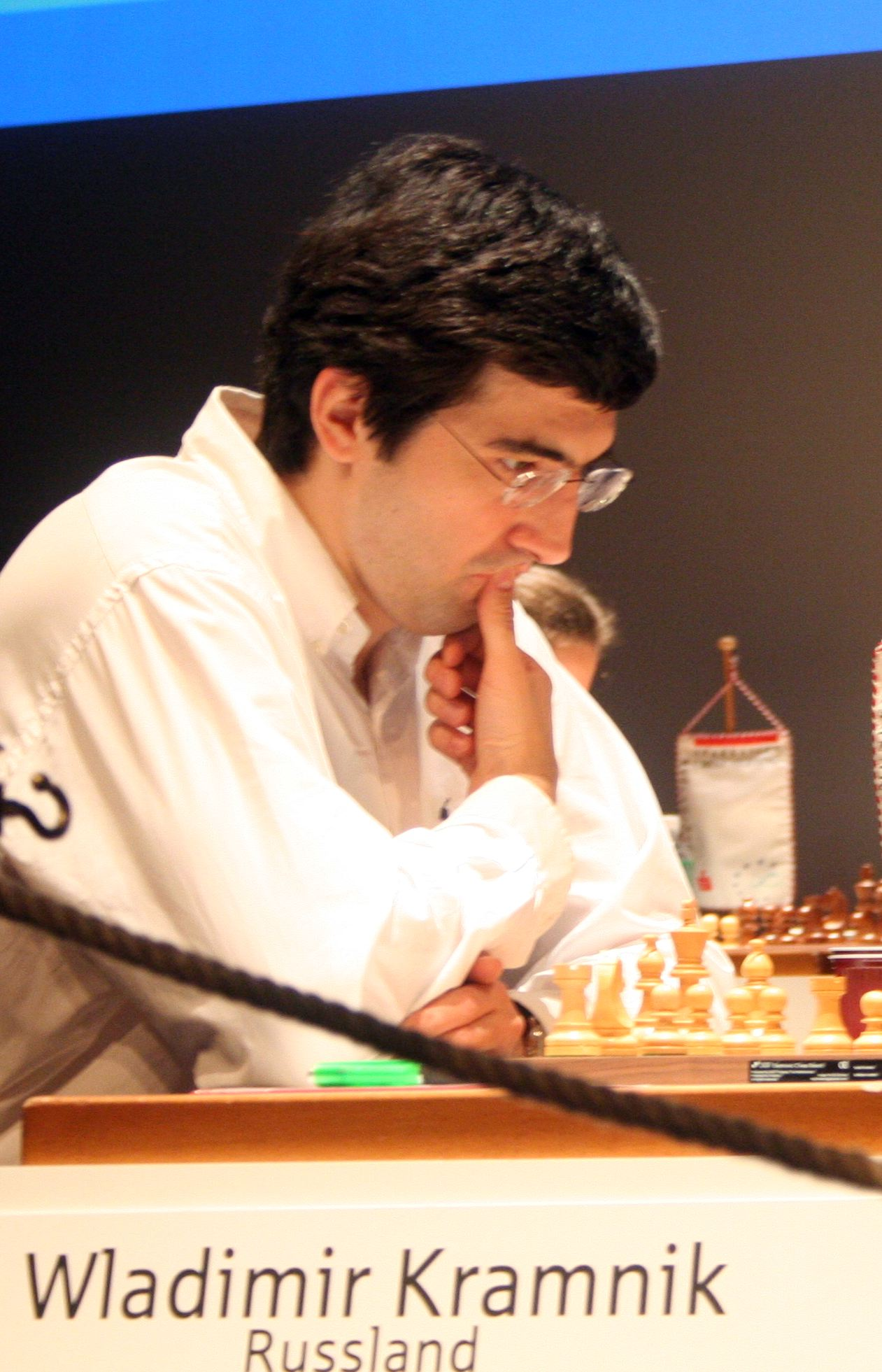
Krámnik durante un torneo en el 2006.

El 24 de abril de 2006 se anunció que Vladímir Krámnik y Veselin Topalov, campeón mundial de la FIDE, jugarían un encuentro pactado a 12 partidas, con el título mundial unificado en juego, el que se llevaría a cabo en Elistá, capital de la república rusa autónoma de Kalmukia.
El 13 de octubre del 2006, Vladímir Krámnik empató con Veselin Topalov el match por el campeonato del mundo (no sin abundante polémica por el denominado caso bathroomgate, donde se rumoreó que Krámnik estaba haciendo trampa) y posteriormente se proclamó vencedor en las partidas semi-rápidas de desempate con lo que se convirtió en el nuevo campeón mundial oficial, reunificando los dos títulos de campeón del mundo aparecidos tras el cisma de 1993.
- Resultado tras 12 partidas: Krámnik - 6 puntos; Topalov - 6 puntos.
- Desempate a 4 partidas de 25 minutos más 10 segundos por jugada.

Vladímir Krámnik, nuevo campeón mundial de ajedrez, al ganar el desempate por 2,5 a 1,5 puntos.

## Match contra Deep Fritz, máquina de ajedrez, 2006
- Krámnik contra Deep Fritz, del 25 de noviembre al 5 de diciembre de 2006.

Deep Fritz vence a Krámnik, por 4-2, 2 victorias de Deep Fritz y 4 tablas.
Se produjo la anécdota que Krámnik omitió un mate en un movimiento.

## Torneos del 2007
En el Torneo Corus de ajedrez 2007, en Holanda, quedó clasificado el 4º, con 8,0 puntos de 13 posibles, con 3 victorias y 10 tablas.
En marzo de 2007, ganó el prestigioso Torneo Melody Amber de ajedrez, en Mónaco, con 15.5 puntos, aventajando en 2 puntos a Anand segundo clasificado.
El 1 de octubre de 2007 fue destronado por el ajedrecista hindú Viswanathan Anand, quien debió jugar un match el año 2008 contra Krámnik para lograr retener su título de Campeón Mundial, como lo estableció la Federación Internacional de Ajedrez (FIDE).

## Victoria en su match contra Lékó
Krámnik (3º del mundo) venció por 4,5 puntos a Lékó (8º del mundo) que obtuvo 3,5 puntos, en el duelo de ajedrez rápido disputado del 24 al 30 de abril de 2007, en Miskolc, Hungría al mejor de 8 partidas.
Jugaron 2 partidas cada día de juego. A un ritmo de 25 minutos más 5 segundos por movimiento.
| Jugador | R1 | R2 | R3 | R4 | R5 | R6 | R7 | R8 | Total |
| ------- | -- | -- | -- | -- | -- | -- | -- | -- | ----- |
| Krámnik | =  | =  | 1  | =  | 1  | 0  | =  | =  | 4,5   |
| Lékó    | =  | =  | 0  | =  | 0  | 1  | =  | =  | 3,5   |

## Levón Aronián vence el match por 4-2
Levón Aronián, número 5 del mundo se impuso en el duelo contra Krámnik por 4-2, se disputó del 4 y el 6 de mayo de 2007, 6 partidas rápidas, en Ereván, capital de Armenia.
Fueron 3 días de juego, con 2 partidas diarias, a ritmo rápido de 25 minutos más 10 segundos por jugada.
La Federación Armenia de Ajedrez fue la organizadora.
| Jugador | R1 | R2 | R3 | R4 | R5 | R6 | Total |
| ------- | -- | -- | -- | -- | -- | -- | ----- |
| Aronian | 0  | 1  | 1  | 1  | =  | =  | 4,0   |
| Krámnik | 1  | 0  | 0  | 0  | =  | =  | 2,0   |

## Mundial contra Anand, octubre de 2008
Krámnik intentó recuperar el título mundial frente al campeón reinante, el hindú Vishwanathan Anand, en el Campeonato Mundial de Ajedrez 2008, un encuentro pactado a 12 partidas. Estaba programado para celebrarse entre el 14 de octubre y el 2 de noviembre de 2008 en el Palacio Federal de Arte y Exposiciones en Bonn (Alemania). Sin embargo, el encuentro terminó el día 29 de octubre con el triunfo de Anand por 6,5 a 4,5 el que de esta manera retuvo su corona. El premio de 1,5 millones de euros (que incluye impuestos y un porcentaje para la FIDE) fue repartido en partes iguales como estaba estipulado en las bases. 
El encuentro usó el control de tiempo clásico: 120 minutos para las primeras 40 jugadas, 60 minutos para las siguientes 20 y luego 15 minutos para el terminar la partida. A partir del movimiento 61 había un incremento de 30 segundos.
La base de datos chessgames.com tiene 120 partidas de Anand contra Krámnik, desde 1989. Se excluyen 31 partidas, por ser rápidas, blitz o a ciegas. Anand lidera por 10 a 9.
|                                    | Anand | Tablas | Krámnik |
| ---------------------------------- | ----- | ------ | ------- |
| Anand (Blancas) – Krámnik (Negras) | 6     | 31     | 2       |
| Krámnik (Blancas) – Anand (Negras) | 4     | 39     | 7       |
| Total                              | 10    | 70     | 9       |

## Victorias notables
- 1990 Campeonato de Rusia, Kúibyshev (clásico)		I
- 1991 Campeonato Mundial sub-18, Gausdal (clásico)	I
- 1992 Calcídica (clásico)	7,5/11	I
- 1993 Belgrado (clásico)	6/9	II
- 1993 Madrid (clásico) 6,5/9  I-III
- 1993 Torneo Interzonal, Biel (clásico)	8,5/13	II
- 1994 PCA Intel Grand Prix'94		I
- 1995 Dortmund (clásico)	7/9	I
- 1995 Horgen (clásico)	7/10	I-II
- 1995 Belgrado (clásico)	8/11	I-II
- 1996 Mónaco	16/22	I
- 1996 Dos Hermanas (clásico)	6/9	I-II
- 1996 Dortmund (clásico)	7/9	I-II
- 1997 Dos Hermanas (clásico)	6/9	I-II
- 1997 Dortmund (clásico)	6,5/9	I
- 1997 Tilburg (clásico)	8/11	I-III
- 1998 Wijk aan Zee (clásico)	8,5/13	I-II
- 1998 Dortmund (clásico)	6/9	I-III
- 1998 Mónaco (rápidas y a ciegas)	15/22	I
- 1999 Mónaco (rápidas y a ciegas)	14,5/22	I
- 2000 Linares (classical)	6/10	I-II
- 2000 Dortmund (classical) 6/9	I-II
- 2000 Campeonato del mundo de ajedrez: Krámnik vs. Kaspárov	8,5-6,5
- 2001 Match Krámnik vs. Lékó (rápidas)	7-5
- 2001 Match en memoria de Botvínnik Krámnik vs. Kaspárov (clásico) 2-2
- 2001 Match en memoria de Botvínnik Krámnik vs Kasparov (rapidplay) 3-3
- 2001 Mónaco (rápidas y a ciegas)	15/22	I-II
- 2001 Match Krámnik vs. Anand (rápidas)	5-5
- 2001 Dortmund (clásico 6.ª victoria!)	6,5/10	I-II
- 2002 Match Ajedrez avanzado (ayuda de computadora) Krámnik vs. Anand (León)	3,5-2,5
- 2003 Linares (clásico)	7/12	I-II
- 2003 Dortmund (clásico)	5,5/10	II-III
- 2003 Cap d'Agde (France)
- 2003 Campeonato del mundo de ajedrez rápido	8,5/13	II
- 2004 Handicap Simul (clásico)
- 2004 Krámnik vs. Equipo nacional de Alemania	2,5-1,5
- 2004 Linares (clásico)	7/12	I
- 2004 Mónaco (Overall result)	14,5/22	I-II
- 2006 Medalla de oro en la olimpiada de ajedrez con el mejor rendimiento (2847) 7/10
- 2006 Dortmund (clásico) 4,5/7 I
- 2006 Campeonato del mundo de la FIDE: Krámnik vs. Topalov 6-6 (2,5-1,5 desempate)
- 2007 Torneo Melody Amber de ajedrez I 15,5/18
- 2007 Dortmund (clásico) 5/7 I
- 2007 Tal Memorial 6½/9 I
- 2009 Dortmund 6½/9 I
- 2009 Zúrich (rápido) 5/7 I
- Memorial Tal 2009 6/9 I
- Copa del Presidente 2010 en Bakú (partido rápido) 5/7 I–III
- Final del Grand Slam de Bilbao 2010 4/6 I
- 2011 Dortmund 7/10 I
- 2011 Hoogeveen 4½/6 I
- Clásico de Ajedrez de Londres 2011 6/8 I
- Copa Mundial de Ajedrez 2013

Ha ganado tres medallas de oro por equipos y tres medallas individuales en Olimpíadas de Ajedrez.

## Retiro
Después de haber participado en el torneo de Tata Steel Chess 2019, en el cual Magnus Carlsen resultó ganador, Vladímir Krámnik decide retirarse del ajedrez profesional el día 30 de enero de 2019, anunciando que se dedicará a asuntos y proyectos personales.
| Predecesor: Veselin Topalov | Campeón del mundo de ajedrez de la FIDE 2006 - 2007 | Sucesor: Viswanathan Anand |